# Adamantisaurus
Adamantisaurus mezzalirai
Genre
Espèce
Adamantisaurus est un genre fossile  de dinosaures sauropodes, un titanosaure basal ayant vécu au Crétacé supérieur qui a vécu dans ce qui est maintenant l'Amérique du Sud.
Une seule espèce est connue, l'espèce type, Adamantisaurus mezzalirai, découverte en 1959, mais décrite seulement en 2006 par Rodrigo Santucci et Reinaldo Bertini.

## Découverte

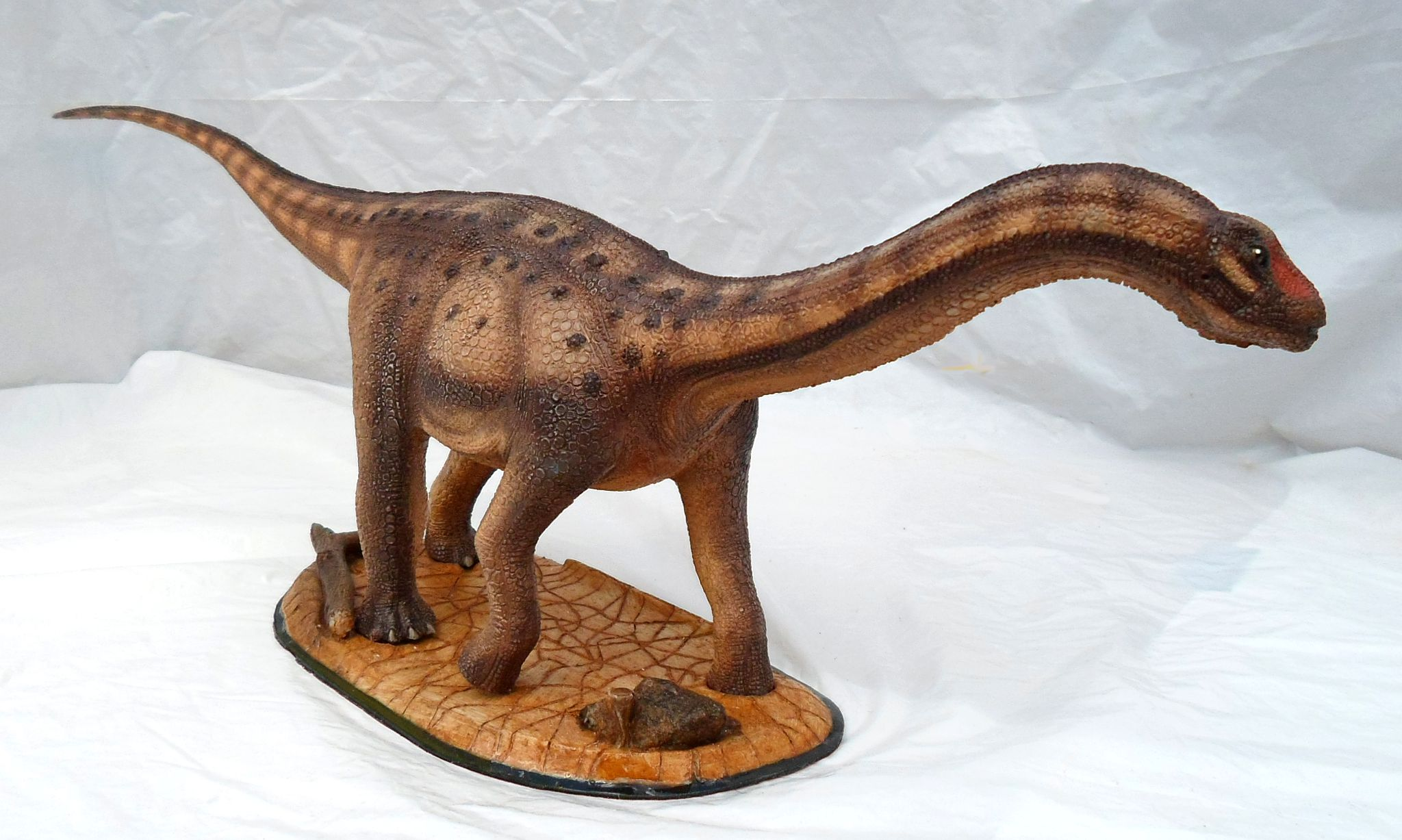
Sculpture d'Adamantisaurus par Ademar Pereira.

Adamantisaurus est seulement connu grâce à six vertèbres de la partie avant de sa queue (les n° 2 à 7), mais comme tous les sauropodes, on présume que c'était un très gros animal quadrupède et herbivore, doté d'un long cou et d'une longue queue. Elles ont été découvertes dans la formation géologique d'Adamantina du groupe de Bauru dans l'État de São Paulo au Brésil. Cette formation du Crétacé supérieur, dont l'âge a été précisé en 2017 ; elle est datée du Campanien supérieur au Maastrichtien inférieur, soit il y a environ 72 Ma (millions d'années).

## Description
L’insuffisance de ses restes fossiles ne permet pas une description précise de l'animal. Il peut avoir été caparaçonné d'ostéodermes mais jusqu'à la découverte de nouveaux fossiles, son apparence exacte reste inconnue. Ce pourrait être un titanosaure de taille moyenne, peut-être de l'ordre de 13 m selon Gregory S. Paul en 2010.

## Classification
Les relations phylogénétiques d'Adamantisaurus ne sont pas encore rigoureusement établies. Néanmoins, il semble être plus dérivé que Malawisaurus en raison de l'articulation sphéroïde de ses vertèbres caudales. Tous les titanosaures au moins autant dérivés que Malawisaurus sont membres du clade des Lithostrotia. Mais au sein de ce clade, les relations ne sont pas claires. Ce n'est pas un proche parent de Saltasaurus. Adamantisaurus ressemble par certains aspects à Aeolosaurus , un proche parent de son contemporain Gondwanatitan. Adamantisaurus ne peut pas être directement comparé à Brasilotitan, également trouvé dans la formation d'Adamantina au Brésil.